# Otto Bengtsson
Otto Bengtsson, född 20 augusti 1921 i Fjälkestad, död 4 juni 1998 i Knislinge, var en svensk friidrottare (spjutkastning). Han tävlade för IFK Knislinge och vann SM 1953. 